# Dacopsis caeca
Dacopsis caeca är en tvåvingeart som först beskrevs av Mario Bezzi 1914.  Dacopsis caeca ingår i släktet Dacopsis och familjen borrflugor. Inga underarter finns listade i Catalogue of Life.